# William King Hale

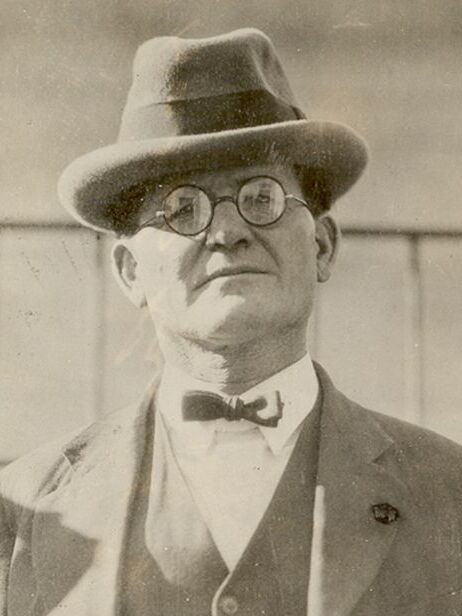
William King Hale (1922)

William King Hale (* 24. Dezember 1874 im Hunt County, Texas; † 15. August 1962 in Phoenix, Arizona) war ein US-amerikanischer Lokalpolitiker, Viehzüchter und Mörder. Hale begann seine Karriere als Cowboy in seinem Heimatstaat Texas, ehe er sich auf dem Indianerterritorium im nördlichen Oklahoma niederließ. Mit Ranching, Auftragsmorden und Versicherungsbetrug gelangte der selbst ernannte „King of the Osage Hills“ zu erheblichem Reichtum, bis er als zentrale Figur der Osage-Morde entlarvt, vor Gericht gestellt und verurteilt wurde.

## Leben

### Früher Werdegang
William Hale kam 1874 entweder in Greenville oder in Campbell im texanischen Hunt County zur Welt. Seine Mutter starb, als er drei Jahre alt war. Im Alter von 16 Jahren begann er als Cowboy im Westen von Texas zu arbeiten, zwei Jahre später betrieb er eine Viehzucht im Kiowa-Comanchen-Reservat auf dem Indianerterritorium. Um die Jahrhundertwende ließ er sich in der Osage Nation (damals Oklahoma-Territorium, heute Osage County, Oklahoma) nieder, wo er mit seiner Frau in einem Zelt lebte und Rinder züchtete. 1905 übersiedelte er nach Gray Horse, um auf einer Ranch zu arbeiten, 1907 kaufte er mit Bankenhilfe seine eigene Ranch. Berichten zufolge war Hale ungebildet, lukrierte aber durch Versicherungsbetrug und betrügerischen Handel mit der Osage-Bevölkerung ein Vermögen. Tom White, jener Agent, der die Ermittlungen zu Hale geleitet hatte, schrieb 1932 in einem Memo an FBI-Direktor J. Edgar Hoover:

“Eventually (Hale) became a millionaire, who dominated local politics and seemingly could not be punished for any of the many crimes ...His method of building up power and prestige was... by means of gifts and favors.”

„Schließlich wurde Hale zum Millionär, der die Lokalpolitik beherrschte und scheinbar für keines der vielen Verbrechen bestraft werden konnte. Seine Methode, Macht und Prestige aufzubauen, bestand in Geschenken und Gefallen.“

Er erklärte sich selbst zum „King of the Osage Hills“, besaß eine Mehrheitsbeteiligung an der Fairfax-Bank sowie Anteile an der Gemischtwarenhandlung und am Bestattungsinstitut der Stadt. Außerdem gehörte ihm eine Ranch im Ausmaß von 20 Quadratkilometern. Weitere 180 Quadratkilometer Land hatte er von Osage-Besitzern gepachtet. Daneben fungierte er als Reserve-Deputy für den Sheriff von Fairfax.

### Osage-Morde

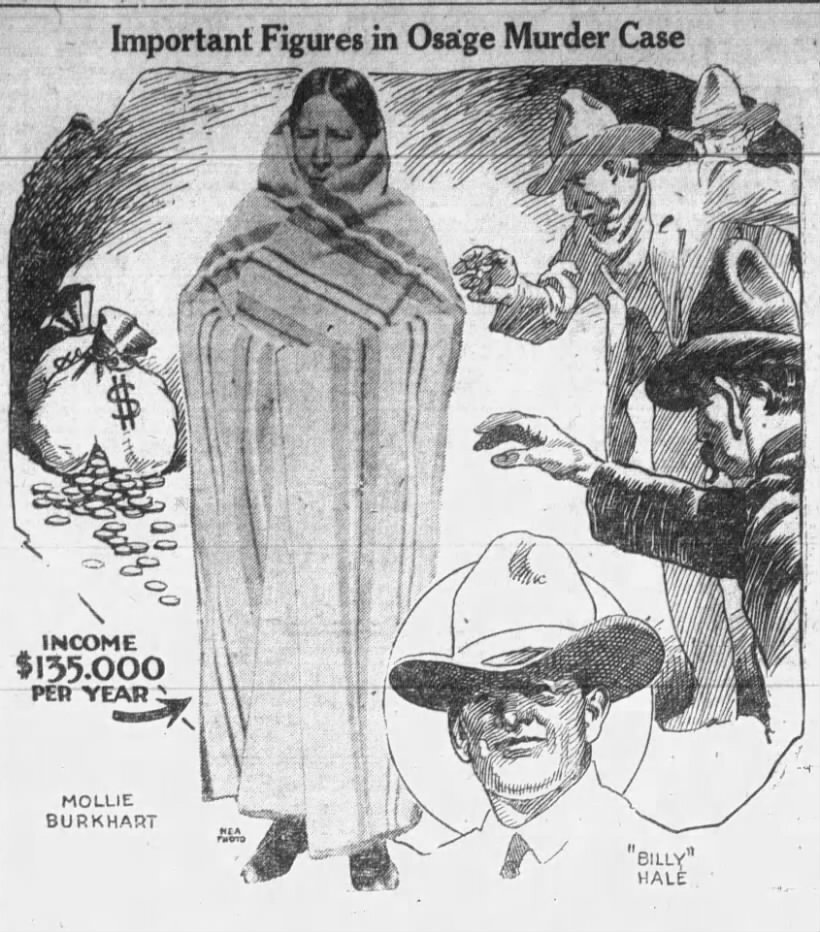
Zeitungsbild mit William „Billy“ King Hale und Mollie Burkhart (1926)

William Hale und seine Neffen Ernest und Byron Burkhart konspirierten mit dem Ziel, mehrere Osage zu töten, um an ihr Vermögen zu gelangen, nachdem Ernest Mollie Kyle geheiratet hatte. Zwar wurde Hale lediglich für einen einzigen Mord verurteilt, seine Beteiligung an weiteren Morden gilt laut Historikern aber als gesichert. Der erste Mord im Zusammenhang mit seinem Namen war im Mai 1921 jener an Mollies Schwester Anna Brown, für dessen Durchführung Hale einem gewissen Kelsie Morrison seine Schulden erließ. Ein Cousin Mollies namens Charles Whitehorn wurde wenige Wochen danach erschossen. Nachdem Anna Sanford im März 1922 unter mysteriösen Umständen gestorben war, heiratete ihr Witwer Tom McCoy Hales Nichte. Der Anwalt von George Bigheart, den man versucht hatte, mit Whiskey zu vergiften, starb 1923 genauso wie später sein Klient selbst. Im Februar desselben Jahres wurde ein weiterer Cousin, Henry Roan, erschossen in seinem Wagen aufgefunden. Hale verfügte über eine Lebensversicherung in Höhe von 25.000 Dollar auf Roan. Er bezeichnete den Indianer als „guten Freund“ und nahm als Sargträger an dessen Beerdigung teil. Im folgenden März kamen Mollies Schwester Reta Smith, ihr Ehemann Bill und deren Haushälterin bei einer Bombenexplosion in ihrem Haus ums Leben.
Mollie Burkhart zeigte später Vergiftungssymptome. Sie wurde schwerkrank, erkannte aber die Fremdeinwirkung und erholte sich, nachdem sie umgezogen war. Sie ließ sich von Ernest scheiden und die zwei gemeinsamen Kinder erbten ihr Vermögen. Es wird vermutet, dass Hale den Plan verfolgte, Mollie, Ernest und deren Kinder aus dem Weg zu schaffen, um selbst an den Nachlass der Familie zu gelangen.

#### Ermittlungen
Hale hatte als mächtiges Mitglied der Demokratischen Partei im Osage County Einfluss auf den örtlichen Staatsanwalt. Während seines Wahlkampfes hatte sich dieser erfolgreich um die Unterstützung des Viehzüchters bemüht und danach alle Wahlbezirke in der Nähe von Hales Ranch gewonnen. Hale nutzte die Beziehung, um sich im Laufe den Investigationen zu Anna Browns Mord mit den örtlichen Ermittlern zu beraten. Nach dem Fund von Henry Roans Leichnam in einem Tal begleitete er Deputy und Marshal persönlich zu dessen Bergung. Außerdem beauftragte Hale 1921 einen Privatdetektiv, sich die Morde genauer anzusehen. Dieser gab später gegenüber den Bundesermittlern an, dass er nicht dazu angeheuert worden war, die Fälle zu lösen, sondern um Beweise zu fälschen und mögliche Zeugen mit Alibis für Hale zu instruieren. Ein Bericht des Bureau of Investigation (BOI, später FBI) kam letztlich zu dem Schluss, dass die Polizeichefs von Ponca City und Fairfax sowie der Staatsanwalt von Osage County und der Leiter des lokalen Bureau of Indian Affairs alle unter Hales Einfluss stünden und somit nicht zu den Ermittlungen beitragen könnten.
Weil die lokalen Ermittlungen also keine Aufschlüsse lieferten, rief das Stammeskonzil der Osage das BOI zur Hilfe. Der einzige lebende Zeuge, ein früheres Bandenmitglied, erzählte dem BOI, Hale habe versucht, die Al Spencer Gang für den Mord an Reta und Bill Smith zu gewinnen, der Kopf der Bande hätte aber mit der Begründung, Frauen zu töten, sei „nicht sein Stil“ abgelehnt. Der Zeuge verwies auf drei Bandenmitglieder, die zu diesem Zeitpunkt jedoch bereits tot waren. Ein weiterer Zeuge starb bei einem Raubüberfall, zu dem Hale ihn verleitet hatte. Als die Ermittler dahinterkamen, vermuteten sie, Hale würde Zeugen ermorden. Schließlich sagte ein Häftling in McAlester aus, Hale und Ernest Burkhart hätten versucht, ihn mit der Platzierung der Bombe im Haus der Smiths zu beauftragen.
Weiteren Verdacht erregte Hale mit der Einhebung einer Lebensversicherung auf Henry Roan. Er hatte die Versicherung im zweiten Versuch 1921 abgeschlossen, ergänzt durch eine Notiz von Roan, in der dieser bestätigte, dass er Hale 25.000 Dollar schuldet. Bei der Einholung eines für die Polizze notwendigen ärztlichen Gutachtens soll der Arzt Hale gefragt haben, ob er vorhätte, „diesen Indianer zu töten“, woraufhin der Rancher mit „Hell yes“ geantwortet haben soll. Die Agenten erkannten außerdem in der Reihenfolge der Morde ein Muster, wonach sich Mollies Erbe nach und nach vergrößerte. So wurde etwa Anna Brown nach ihrer Scheidung als erste ermordet, um sicherzugehen, dass ihr Erbe ihrer Familie anstatt ihres Exmannes zufällt. Reta und Bill Smith wurden bei dem Bombenanschlag zusammen getötet, um eine Kommorienten-Klausel in ihrem Testament auszulösen.

#### Festnahme und Verurteilung

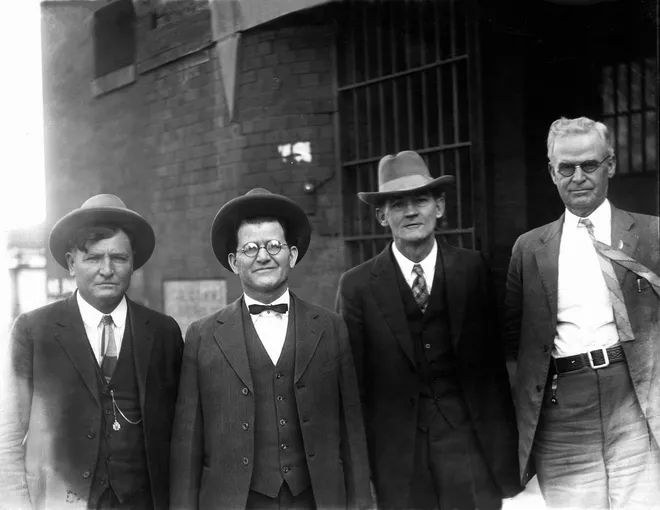
William Hale und John Ramsey (Mitte) flankiert von zwei Marshals

Im Zusammenhang mit dem Mordanschlag auf Reta und Bill Smith wurde am 4. Januar 1926 ein Haftbefehl gegen William King Hale und Ernest Burkhart erlassen. Während Burkhart sofort festgenommen wurde, stellte sich Hale später selbst, laut David Grann in „perfekt gebügeltem Anzug, blitzblank geputzten Schuhen, Filzhut und Mantel mit diamantbesetzter Anstecknadel seiner Freimaurerloge am Revers“. Weil der 51-jährige Hale seine Unschuld beteuerte, konzentrierten sich die Agenten auf das Verhör des 33-jährigen Ernest. Als man den Onkel mit einem Geständnis seines Neffen konfrontierte, beharrte der auf seiner Unschuld.
Das Justizministerium wollte Hale vor ein Bundesgericht stellen, weil es seinen möglichen Einfluss auf die Gerichte von Oklahoma fürchtete. Ein Bundesrichter entschied jedoch, dass der Smith-Mord, der auf einem nicht veräußerten Grundstück erfolgt war, unter die juridische Zuständigkeit des Staates falle. Zu Hales Rechtsbeistand gehörte der ehemalige Generalstaatsanwalt von Oklahoma, Sargent Prentiss Freeling. Während seiner ersten Anhörung am 12. März appellierte Hale mit einem Gedicht an seine Unterstützer im Gerichtssaal:
Judge Not! The clouds of seeming guilt may dim thy brother’s fame

For Fate may throw suspicion’s shade upon the brightest name.
Im Juli 1926 wurde Hale gemeinsam mit John Ramsey im Mordfall Henry Roan der Prozess vor einem Bundesgericht in Guthrie gemacht, nachdem der Supreme Court über die juridische Zuständigkeit befunden hatte. Ernest war bereits zuvor von einem Staatsgericht zu lebenslanger Haft verurteilt worden.
Nach fünf Beratungstagen Ende August konnte die Jury sich nicht zu einer Entscheidung durchringen. In Folge des ersten Prozesses wurden mehrere Zeugen angeklagt und verurteilt, weil sie Bestechungsgelder angenommen oder Drohungen getätigt hatten. Hales zweiter Prozess wurde für Ende Oktober in Oklahoma City anberaumt. Ernest sagte als Kronzeuge aus, sein Onkel habe Ramsey für den Mord an Henry Roan einen neuen Ford und 500 Dollar bezahlt. Hale bestritt die Anschuldigungen und gab an, während des Bombenanschlags auf das Smith-Haus auf einer Viehausstellung in Fort Worth gewesen zu sein. Zudem hätte er keinerlei Interesse an Roans Tod gehabt. Am Morgen des 29. Oktobers befand die Jury sowohl Hale als auch Ramsey des Mordes für schuldig und verurteilte beide zu lebenslangen Freiheitsstrafen. Hale legte erfolgreich Berufung ein und es kam vor Gericht erneut zu einer unentschiedenen Jury. Im nächsten Prozess wurde er wiederum schuldig gesprochen und zu 99 Jahren Freiheitsentzug verurteilt. Auch einer Berufung vor einem bundesweiten Berufungsgericht wurde stattgegeben, eine dritte und letzte Verurteilung durch ein Bundesgericht in Pawhuska – drei Jahre nach dem Ersturteil – konnte Hale aber nicht verhindern.

### Gefängnis und Tod
Hale wurde in das Bundesgefängnis Leavenworth in Kansas eingewiesen, wo er auf der Tuberkulosestation und der Gefängnisfarm arbeitete. Einer der Aufseher war Tom White, der als BOI-Agent die Ermittlungen zu den Osage-Morden geleitet hatte. Während seiner Zeit im Gefängnis gab Hale die Morde nie zu, ein psychologischer Gutachter bescheinigte ihm, „jegliches Gefühl von Reue oder Scham, das er gehabt haben könnte, verloren zu haben“. Bei einem Verwandtenbesuch soll er einmal gesagt haben, „If that damn Ernest had kept his mouth shut we’d be rich today“ (Hätte dieser verdammte Ernest den Mund gehalten, wären wir heute reich).
Am 31. Juli 1947 wurde Hale nach knapp 18 Jahren Haft auf Bewährung entlassen. Weil er seine Ranch bereits im Laufe der Gerichtsverhandlungen 1926 an die Familien Drummond und Mullendores verkauft hatte, zog er um 1950 nach Phoenix, wo er im Alter von 87 Jahren in einem Pflegeheim verstarb. Er wurde in Wichita, Kansas, beigesetzt.

## Rezeption
Der Journalist und Redakteur des New Yorker, David Grann, befasst sich in seinem 2017 veröffentlichten Sachbuch Killers of the Flower Moon: The Osage Murders and the Birth of the FBI mit Hale und den Osage-Morden. Der Stoff wurde von Martin Scorsese verfilmt und kam 2023 unter dem Titel Killers of the Flower Moon in die Kinos. Robert De Niro wurde für seine Darstellung des William King Hale für den Oscar als bester Nebendarsteller nominiert.